# Nikal-kadmijeva baterija
Nikal-kadmijeva baterija (NiCd, Ni-Cd) pripada skupini punjivih baterija. Spada u prvu generaciju takve vrste baterija. Tehnološka rješenja iz ovih baterija bila su dobra osnova svim vrstama koje su poslije uslijedile. 
Dvije glavne mane ove baterije su kemijski sastav koji je toksičan, najviše zbog kadmija. Druga slabost je što energija koju proizvede nije visoka. Treća slabost je izraženi problem kristalizacije, zbog čega s njome valja ispravno rukovati, odnosno vrlo česti problem memorijskog efekta. Te slabosti nadvladale su njene pozitivne strane koje je potrošačka praksa prepoznala, a to su veliki životni vijek koji može biti i do 1500 ciklusa i što dobro podnosi veće struje pražnjenja. Zbog toga ova je vrsta baterije bila prvom baterijom opće namjene koja je bila široko prihvaćena. Osobito je to došlo kod određenih vrsta uređaja koje imaju veće struje pražnjenja kao što su uređaji i alati u kućanstvu, medicinska oprema, profesionalne videokamere, prijenosne radijske postaje i slično, zbog čega je i danas vrlo pogodna za te primjene.
Generacija baterija koja je uslijedila jest također iz obitelji niklovih baterija, nikal-metal-hibrid baterija.
Zbog zaštite okoliša, ove se baterije polako povlači iz uporabe. 